# 褚凤岐
褚凤岐（1917年—1967年），曾用名李建平，男，辽宁开原人，中华人民共和国政治人物，曾任辽宁省人民委员会副省长，中共八大代表。